# Tasaka Yusuke
Yusuke Tasaka (sinh ngày 8 tháng 7 năm 1985) là một cầu thủ bóng đá người Nhật Bản.

## Sự nghiệp câu lạc bộ
Yusuke Tasaka đã từng chơi cho Kawasaki Frontale và Bochum.